# Bolombo
Bolombo är en flod i Kongo-Kinshasa, ett biflöde till Lopori. Den rinner genom provinserna Tshuapa och Mongala, i den nordvästra delen av landet, 900 km nordost om huvudstaden Kinshasa. Floden trafikeras med motorpiroger.